# Johan Molund
Carl Johan Styrbjörn Molund (Finspång, 13 de octubre de 1975) es un deportista sueco que compitió en vela en las clases Europe y 470.
Ganó tres medallas en el Campeonato Mundial de 470 entre los años 1998 y 2004, y tres medallas en el Campeonato Europeo de 470 entre los años 1999 y 2004. También obtuvo cuatro medallas en el Campeonato Mundial de Europe entre los años 1993 y 1996.
Participó en dos Juegos Olímpicos de Verano, en los años 2000 y 2004, ocupando el cuarto lugar en Atenas 2004 en la clase 470.

## Palmarés internacional
| Campeonato Mundial | Campeonato Mundial         | Campeonato Mundial | Campeonato Mundial |
| Año                | Lugar                      | Medalla            | Clase              |
| ------------------ | -------------------------- | ------------------ | ------------------ |
| 1993               | Århus (Dinamarca)          | Medalla de bronce  | Europe             |
| 1994               | La Rochelle (Francia)      | Medalla de bronce  | Europe             |
| 1995               | Auckland (Nueva Zelanda)   | Medalla de plata   | Europe             |
| 1996               | Palma de Mallorca (España) | Medalla de oro     | Europe             |

| Campeonato Mundial | Campeonato Mundial    | Campeonato Mundial | Campeonato Mundial |
| Año                | Lugar                 | Medalla            | Clase              |
| ------------------ | --------------------- | ------------------ | ------------------ |
| 1998               | El Arenal (España)    | Medalla de bronce  | 470                |
| 1999               | Melbourne (Australia) | Medalla de plata   | 470                |
| 2004               | Zadar (Croacia)       | Medalla de plata   | 470                |
| Campeonato Europeo |                       |                    |                    |
| Año                | Lugar                 | Medalla            | Clase              |
| 1999               | Zadar (Croacia)       | Medalla de oro     | 470                |
| 2003               | Brest (Francia)       | Medalla de bronce  | 470                |
| 2004               | Warnemünde (Alemania) | Medalla de bronce  | 470                |